# Platynochaetus
Platynochaetus là một chi ruồi trong họ Syrphidae.

## Loài
- P. macquarti Loew, 1862
- P. rufus Macquart, 1835
- P. setosus (Fabricius, 1794)

Danh sách này không đầy đủ, bạn cũng có thể giúp mở rộng danh sách.